# Moosonee Airport
Moosonee Airport är en flygplats i Kanada. Den ligger i den östra delen av landet, 700 km nordväst om huvudstaden Ottawa. Moosonee Airport ligger 9 meter över havet.
Terrängen runt Moosonee Airport är mycket platt. Havet är nära Moosonee Airport österut. Trakten runt Moosonee Airport är nära nog obefolkad, med mindre än två invånare per kvadratkilometer.. Närmaste större samhälle är Moosonee, 2,3 km sydväst om Moosonee Airport. 